# Апостол Акила
Акила грч. Ακυλας, је био један од седамдесет апостола, ученик апостола Павла, заједно са својом супругом Прискилом био му је велики помоћник у проповедању Јеванђеља.
Православна црква прославља га 4. јануара и 14. јула (по јулијанском календару). Римокатоличка црква прославља га 13. фебруара.
Јеврејин пореклом из Понта, он је живео у Риму са својом женом Прискилом, одакле га цар Клаудија 52. године протерао и населио у Коринт. Тамо се сусрео са апостолом Павлом, који је крстио њега и његову жену и увео их у хришћанство.
У својој Посланици Коринћанима, коју је писао у Ефесу, апостол Павле на крају каже: поздрављају вас много Акила и Прискила с домашњом црквом својом (1 Кор 16, 19). По смрти цара Клаудија би дозвољено Јеврејима да се врате у Италију, и Акила с Прискилом се врати у Рим. Пишући потом посланицу Римљанима из Коринта апостол Павле поздравља старе пријатеље и сатруднике своје: поздравите Прискилу и Акилу, помоћнике моје у Христу Исусу који за душу моју своје вратове положише, којима не ја један захваљујем, него и све цркве незнабожачке, и домашњу цркву њихову (Рим 16, 3–4). Доцније опет видимо Акилу у Ефесу, где делује заједно са светим Тимотејем. Окован у Риму пише Павле Тимотеју у Ефес: поздрави Прискилу и Акилу (Друга Тимотеју 4, 19).
Током прогона цара Нерона повукао се у Ефес где је проповедао Јеванђеље заједно са својом супругом Прискилом, где су обоје завршили мученичком смрћу.